# سوفیا پاپادوپولو

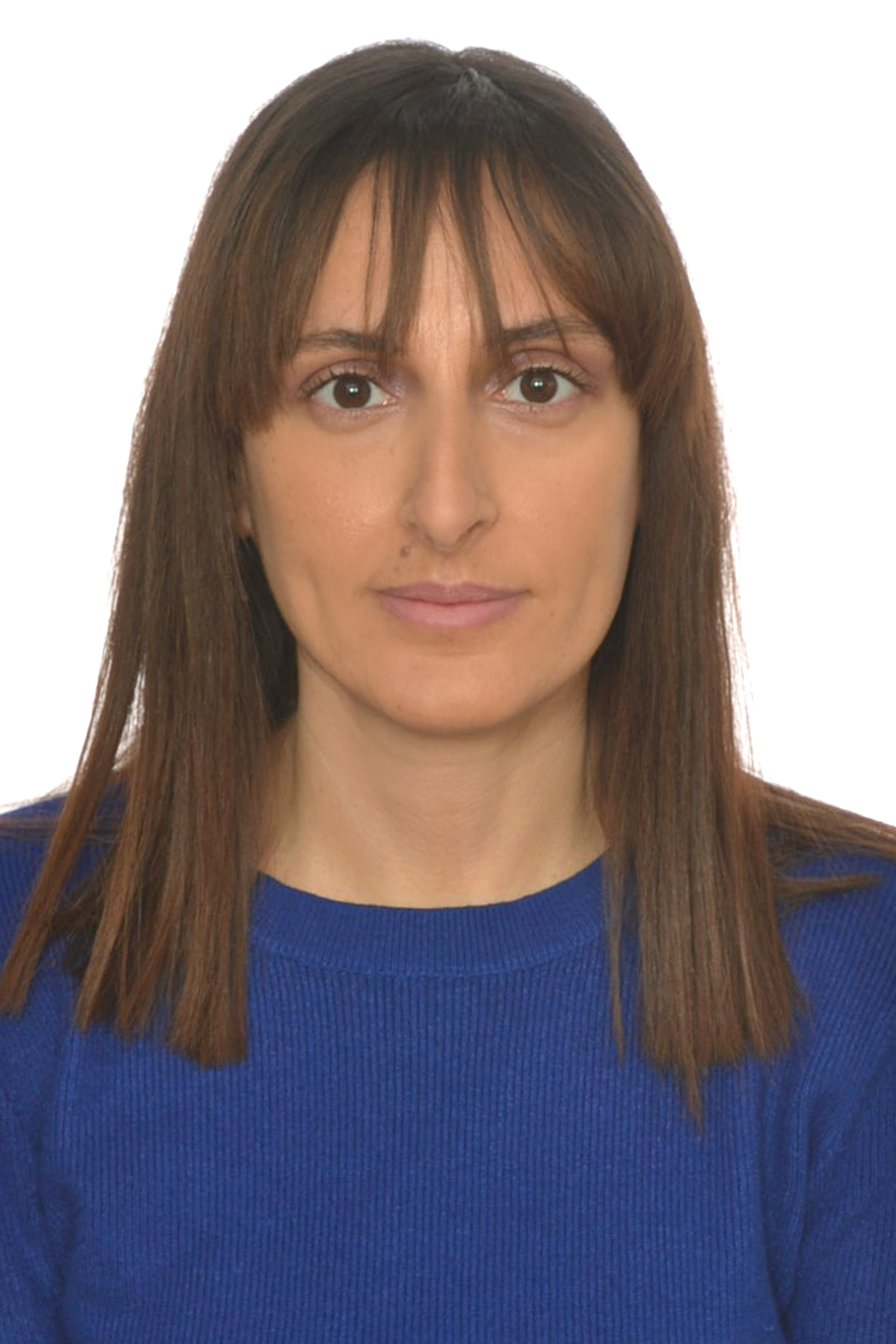
سوفیا پاپادوپولو - ۲۰۲۱

سوفیا پاپادوپولو (یونانی: Σοφία Παπαδοπούλου؛ زادهٔ ۱۹ نوامبر ۱۹۸۳) قایقران قایق بادبانی اهل یونان است.